# IÉSEG School of Management
IÉSEG School of Management là một trường chuyên ngành kinh doanh của châu Âu với các học sở tại Lille và La Défense. Được thành lập vào năm 1964.
Năm 2019, IESEG được xếp hạng thứ 33 trong danh sách các Trường chuyên ngành Kinh doanh ở châu Âu do Tạp chí Financial Times bầu chọn.
Các chương trình của trường được công nhận cùng lúc bởi các tổ chức chứng nhận quốc tế, châu Âu và Bắc Mỹ như AMBA, EQUIS và AACSB. Trường có hơn 7.500 cựu sinh viên đang hoạt động trong lĩnh vực kinh doanh và chính trị, như Christophe Catoir (Giám đốc Điều Hành Adecco France).